# خيبر (جبلة)

تعديل مصدري - تعديل

خيبر محلة تابعة لقرية جبل حميد، التابعة لعزلة المكتب بمديرية جبلة إحدى مديريات محافظة إب في الجمهورية اليمنية، بلغ تعداد سكانها 158 حسب تعداد اليمن لعام 2004.